# Tuberaleyrodes rambutana
Tuberaleyrodes rambutana là một loài côn trùng cánh nửa trong họ Aleyrodidae, phân họ Aleyrodinae.
Tuberaleyrodes rambutana được Takahashi miêu tả khoa học đầu tiên năm 1955.